# Downtown (Macklemore & Ryan Lewis)
Downtown è un brano musicale del duo statunitense, rispettivamente rapper e produttore discografico, Macklemore & Ryan Lewis, eseguito in collaborazione con Melle Mel, Kool Moe Dee, Grandmaster Caz e Eric Nally. Il brano è stato pubblicato ufficialmente come singolo per il download digitale dal 27 agosto 2015.

## Classifiche
| Classifica (2015) | Posizione massima |
| ----------------- | ----------------- |
| Australia         | 1                 |
| Austria           | 45                |
| Belgio (Fiandre)  | 6                 |
| Belgio (Vallonia) | 26                |
| Canada            | 8                 |
| Francia           | 37                |
| Germania          | 30                |
| Irlanda           | 2                 |
| Italia            | 33                |
| Nuova Zelanda     | 3                 |
| Paesi Bassi       | 54                |
| Regno Unito       | 1                 |
| Stati Uniti       | 12                |
| Stati Uniti (Rap) | 4                 |
| Svezia            | 53                |
| Svizzera          | 48                |